# Гаррісон (Меріленд)
Гаррісон (англ. Garrison) — переписна місцевість (CDP) в США, в окрузі Балтимор штату Меріленд. Населення — 9487 осіб (2020).

## Географія
Гаррісон розташований за координатами 39°24′9″ пн. ш. 76°45′7″ зх. д. / 39.40250° пн. ш. 76.75194° зх. д. (39.402557, -76.752072).  За даними Бюро перепису населення США в 2010 році переписна місцевість мала площу 8,18 км², з яких 8,17 км² — суходіл та 0,01 км² — водойми.

## Демографія
Згідно з переписом 2010 року, у переписній місцевості мешкали 8823 особи в 3852 домогосподарствах у складі 2066 родин. Густота населення становила 1078 осіб/км².  Було 4102 помешкання (501/км²).
Расовий склад населення:
| - 62,0 % — білих - 30,0 % — чорних або афроамериканців - 4,3 % — азіатів - 0,2 % — корінних американців |

До двох чи більше рас належало 2,7 %. Частка іспаномовних становила 3,6 % від усіх жителів.
За віковим діапазоном населення розподілялося таким чином: 22,0 % — особи молодші 18 років, 65,5 % — особи у віці 18—64 років, 12,5 % — особи у віці 65 років та старші. Медіана віку мешканця становила 36,0 року. На 100 осіб жіночої статі у переписній місцевості припадало 96,2 чоловіків;  на 100 жінок у віці від 18 років та старших — 88,3 чоловіків також старших 18 років.
Середній дохід на одне домашнє господарство  становив 93 676 доларів США (медіана — 67 609), а середній дохід на одну сім'ю — 115 038 доларів (медіана — 78 772). За межею бідності перебувало 9,4 % осіб, у тому числі 12,5 % дітей у віці до 18 років та 7,0 % осіб у віці 65 років та старших.
Цивільне працевлаштоване населення становило 4391 осіб. Основні галузі зайнятості: освіта, охорона здоров'я та соціальна допомога — 37,2 %, науковці, спеціалісти, менеджери — 16,8 %, роздрібна торгівля — 9,6 %, фінанси, страхування та нерухомість — 9,6 %.